# Hinterlegungsschein
Ein Hinterlegungsschein (auch Hinterlegungszertifikat oder Aktienersatzschein; englisch depositary receipt, DR) ist ein Zertifikat, das die Hinterlegung des Rechts an einer Aktie (oder einem Bruchteil oder Vielfachen davon) verbrieft.

## Hintergründe
Um eine Aktie auch im Ausland handelbar zu machen, ohne diese dort zulassen zu müssen, werden Hinterlegungsscheine als Zertifikate emittiert. Dabei agieren Investmentbanken meist als intermediäre Handelspartner. Während im Heimatland einer gelisteten Aktiengesellschaft von der Bank Aktien gekauft und bei einer Depotbank gelagert werden, werden im Ausland von der Bank Hinterlegungsscheine unter dem jeweiligen Landesrecht emittiert.
Der Käufer eines Hinterlegungsscheins erwirbt dadurch quasi das Recht, den Hinterlegungsschein jederzeit gegen die entsprechende Menge hinterlegter Aktien eintauschen zu können.

## Vor- und Nachteile
Rechtlich erwarten den Anleger keine Nachteile: Prinzipiell dürften Inhaber sogar die Herausgabe der hinterlegten Aktien verlangen, was allerdings in der Praxis keine Anwendung findet. Die Dividendenzahlungen sowie das Stimmrecht bei Aktionärsversammlungen werden dem Anleger ebenfalls gewährt. Ein weiterer Pluspunkt besteht darin, dass kein Emittenten-Risiko besteht – d. h. der Besitzer der Zertifikate geht selbst dann nicht leer aus, wenn die ausgebende Bank zahlungsunfähig wird. Das Sperrdepot stellt ein Sondervermögen dar, welches im Fall einer Insolvenz geschützt bleibt.
Oft bleibt jedoch unklar, in welchem Umfang die verbrieften Wertpapiere tatsächlich im Depot der emittierenden Bank hinterlegt sind, oder mit welchen derivativen Finanzinstrumenten der Hinterlegungsschein nachgebildet oder abgesichert ist. 
Teilweise verfügen Hinterlegungsscheine über eine sehr geringe Liquidität, was zu relativ großen Spannen und damit verbundenen hohen Transaktionskosten für den Investor führen kann.

## Geschichte
Da es amerikanischen Investoren durch Restriktionen aufgrund von Gesetzen oder eigenen Satzungen oft nicht erlaubt war und ist, in Aktien ausländischer Unternehmen zu investieren, entwickelten sich bereits 1927 die ersten amerikanischen Hinterlegungsscheine (American Depositary Receipt, ADR) als eleganter Umweg, um diese Hürden zu überwinden. Durch die Zulassung der Hinterlegungsscheine im jeweiligen Ausland wird aus dem ausländischen Basiswert im Wesentlichen ein einheimisches Wertpapier, in das dann auch Investoren mit den genannten Restriktionen investieren dürfen.
Später entwickelten sich diesem System folgend auch Global Depositary Receipts (GDRs) und European Depositary Receipts (EDRs).
Neben den satzungs- und rechtsbedingten Restriktionen zählen hohe notwendige finanzielle Aufwendungen für die Zulassung von Aktien (z. B. Wertpapierprospekte) als Gründe, warum Unternehmen den Weg über Hinterlegungsscheine dem Weg der direkten Platzierung der eigenen Aktien zum Handel im Ausland bevorzugen.
Ab 1970 wurden vom Deutschen Auslandskassenverein Zertifikate über Namensaktien US-amerikanischer Emittenten als Zweitverbriefung ausgegeben. Später ermöglichte die Deutsche Börse Clearing AG die Übertragbarkeit einiger ausländischer Aktien, so dass für diese keine Zertifikate mehr benötigt wurden.

## Arten
Gängige Arten von Hinterlegungsscheinen sind:
- American Depositary Receipt (ADR)
- European Depositary Receipt (EDR)
- Global Depository Receipt (GDR)
- Swiss Depositary Receipts (SDR)
- Shanghai Depositary Receipts (SDR)
- CREST Depositary Interest (CDI) (Vereinigtes Königreich)
- CHESS Depositary Instrument (CDI) (Australien)
- Fiduciary Depositary Receipt (FDR)
- Canadian Depositary Receipts (CDR)[4]